# 소상팔경도
소상팔경도(瀟湘八景圖)는 경상남도 진주시, 국립진주박물관에 있는 조선시대의 산수화이다. 2015년 3월 4일 대한민국의 보물 제1864호로 지정되었다.

## 개요
이 <소상팔경도>는 종이에 수묵으로 그려져 있는데 8폭의 그림이 두 폭씩 對를 이루는 구도로 좌우에 우뚝 솟은 산세가 마주보면서 무게 중심을 이루고 있다. 각각의 그림에는 농담의 대조와 용묵법에 의해 계절의 변화 등이 잘 나타나 있다. 마치 사계산수처럼 봄을 표현한 산시청람으로 시작해서 연사모종, 어촌석조, 원포귀범, 소상야우, 동정추월, 평사낙안, 그리고 겨울 장면인 강천모설로 마무리된다.
이 <소상팔경도>는 “소상팔경”을 주제로 8폭이 모두 갖추어진 완형의 작품이자, 조선 초기 문인사회의 시화일치사상이 잘 녹아있는 대표적인 산수화이다. 또한 16세기 전반 안견파 화풍의 한국화현상 즉 편파삼단구도, 넓은 공간, 해조묘의 수지법, 단선점준 등의 양식적 특성이 잘 드러나 있다는 점에서 회화사상으로도 중요한 의미를 지닌다. 더욱이 진주박물관 소장 소상팔경도는 한 재일동포가 고국에 기증한 “기증문화재” 라는 점 역시 주목할만하다.

## 같이 보기
- 산수화

## 참고 자료
- 소상팔경도 - 국가유산청 국가유산포털